# Neosaropogon semirufum
Neosaropogon semirufum är en tvåvingeart som först beskrevs av Jacques-Marie-Frangile Bigot 1878.  Neosaropogon semirufum ingår i släktet Neosaropogon och familjen rovflugor. Inga underarter finns listade i Catalogue of Life.